# Adapterprotein BLNK
Das Adapterprotein BLNK (B cell linker Protein, auch SLP-65 oder BASH) ist ein Protein, das in B-Zellen von Wirbeltieren exprimiert wird und dort an der Signalleitung des B-Zell-Rezeptors beteiligt ist. Mutationen im menschlichen BLNK-Gen sind für eine seltene Form der Agammaglobulinämie verantwortlich.
BLNK ist mit dem B-Zell-Rezeptor assoziiert und gewährleistet, nach Stimulierung dieses Rezeptors, die Generierung eines Komplexes aus verschiedenen Signalproteinen. Darunter befinden sich etwa Bruton-Tyrosinkinase und die Phospholipase C-gamma. BLNK besitzt eine atomare Masse von 65 kDa und besteht aus einer N-terminalen Region mit fünf Tyrosinen, einer Zentralregion mit mehreren Bindemotifen für SH3-Domänen und einer SH2-Domäne am C-Terminus.
In Zelllinien konnte gezeigt werden, dass BLNK für die Aktivierung der Phospholipase-C-gamma, und damit für die Generierung eines Calciumsignals (Anstieg der Calcium-Ionen-Konzentration in der Zelle) nach Stimulierung des B-Zell-Rezeptors verantwortlich ist. BLNK selbst wird dabei von der Kinase Syk phosphoryliert und damit aktiviert. Syk selbst bindet an den durch Antigenbindung aktivierten B-Zell Rezeptor und integriert so BLNK im B-Zell Rezeptor Signalweg.
Knockout-Mäuse, denen BLNK fehlt, zeigen eine fehlerhafte B-Zell-Entwicklung. Die Zahl reifer B-Zellen ist in diesen Mäusen deutlich vermindert. Die meisten B-Zell-Vorläufer kommen nicht über das Prä-B-Zell-Stadium hinaus. In diesem Stadium wird erstmals eine Vorform des B-Zell-Rezeptors exprimiert. Ein weiterer Block der B-Zell-Entwicklung tritt bei den unreifen B-Zellen auf. Die BLNK-defizienten B-Zellen weisen, analog zu Experimenten mit Zell-Linien, ein vermindertes Calcium-Ionen-Signal auf.
T-Zellen exprimieren mit SLP-76 ein ähnliches Protein, das allerdings funktionell nicht völlig analog ist. SLP-76-Knockout-Mäuse zeigen etwa einen vollständigen Block in der T-Zell-Entwicklung.